# Ségué Iré
Pour les articles homonymes, voir Ségué.
Ségué Iré est une commune rurale du Mali de l'arrondissement central de Ningari, dans le cercle de Ningari et la région de Bandiagara. Elle a pour chef-lieu la localité de Sougui. Ningari, localité chef-lieu de cercle est voisine de Sougui.

## Histoire
En 2023, la commune est soustraite du cercle de Bandiagara et attachée au cercle de Ningari.

## Population
En 2009, lors du 4e recensement, la commune comptait 14 861 habitants.

## Villages
La commune s'étend sur 17 localités relevées lors du recensement général de 2009. 
Les villages les plus peuplés sont :
- Sougui (3 316 habitants)
- Nanga Doumbo (2 865 habitants)
- Amala Guine (1 125 habitants)